# دراغوسلاف ياكوفلجيفيتش
دراغوسلاف ياكوفلجيفيتش (مواليد 4 مايو 1932) هو ملاكم يوغوسلافي، مثّل بلاده في الألعاب الأولمبية الصيفية 1960.

## روابط خارجية
دراغوسلاف ياكوفلجيفيتش على موقع أوليمبيديا (الإنجليزية)